# Antheropeas
Antheropeas là một chi thực vật có hoa trong họ Cúc (Asteraceae).

## Loài
Chi Antheropeas gồm các loài: